# Herrerismo
L'Herrerismo è una fazione politica del Partito Nazionale (Uruguay).

## Storia e membri di spicco
L'Herrerismo prende il nome dal leader e fondatore della fazione, Luis Alberto de Herrera (1873-1959). Suo nipote, Luis Alberto Lacalle (1941–), presidente dell'Uruguay dal 1990 al 1995, ha esercitato a lungo un ruolo da protagonista nella fazione. Anche il pronipote di Herrera Luis Alberto Lacalle Pou è stato eletto senatore della fazione.
Dopo le elezioni del 1958, vinte per la prima volta dal Partito Nazionale nel XX secolo, l'Herrerismo divenne la fazione dominante dell'allora Consiglio del governo nazionale. Tradizionale e autoritario nella prima metà del XX secolo, l'Herrerismo sorse negli anni '80-'90, con tendenze più vicine al neoliberismo.

## Ideologia
L'ideologia dell'Herrerismo è fondata su una base di liberalismo economico e conservatorismo liberale.